# Eggenwil
Eggenwil es una comuna suiza del cantón de Argovia, situada en el distrito de Bremgarten. Limita al norte con la comuna de Künten, al noreste con Bellikon, al este con Widen, al sur con Bremgarten, y al oeste con Fischbach-Göslikon.

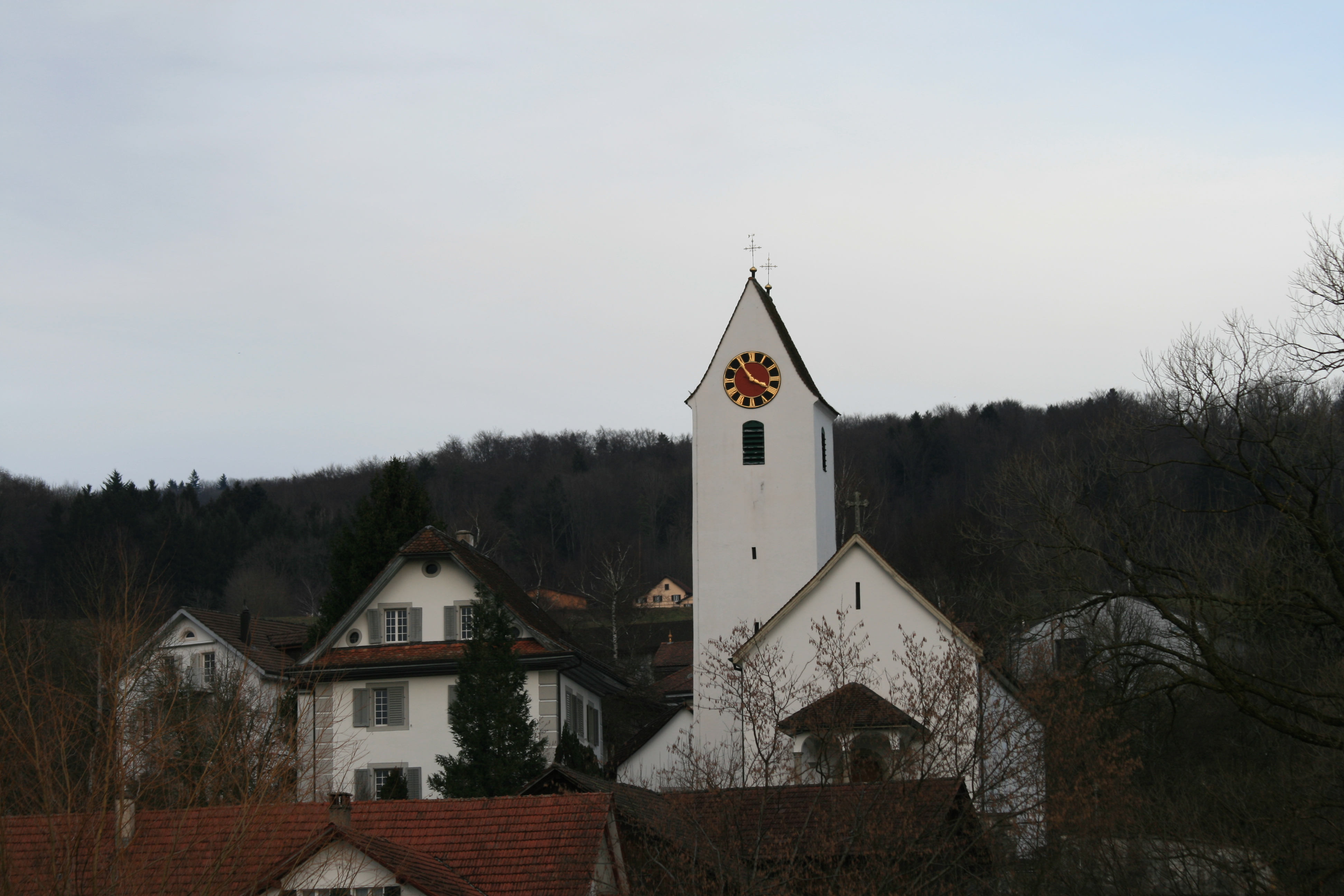
Iglesia de Eggenwil.